# Квітка Андрій Федорович
Андрій Федорович Квітка (25.11.1774 — 6.4.1844 роки) — державний діяч Російської імперії, слобідсько-українського походження. Сенатор. Таємний радник. Представник української родини Квіток козацько-старшинського походження. Брат українського письменника Григорія Федоровича Квітки (Основ'яненко) та племінник Іллі Івановича Квітки. Був Псковським губернатором в 1826—1830 роках. В 1810—1825 та 1831—1835 роках маршалок шляхти Слобідсько-Української губернії.

## Біографія
Андрій Федорович Квітка народився в родині колезького радника Федора Івановича та Марії Василівни (при народженні Шидловська) Квіток.
Як й більшість шляхетських дітей був змалечку зарахований до військової служби. В 1785 році Андрій Федорович сержант лейб-гвардії Преображенського полку. У 1793 році ротмістр легкокінного полку. В тому ж 1793 році його було переведено до Ніжинського карабінерського полку секунд-майором. 20 вересня 1796 року Андрій Федорович йде в відставку в чині прем'єр-майора.
З 1805 року суддя Харківського повітового суду.
1806—1807 роки. Один з засновників Слобідсько-Української міліції Земського війська в Слобідсько-Української губернії. Займав в ньому посаду командувача міліції Харківського повіту.
З 4 серпня 1807 року бригадний керівник. Звільнений з ополчення з мундиром та золотою медаллю.
У 1807—1810 роках Харківський повітовий маршалок шляхти.
У 1810—1825 роках маршалок шляхти Слобідсько-Української губернії.
26 вересня 1822 року отримує подяку від російського імператора в зв'язку з відкриттям Харківського кадетського корпусу.
22 серпня 1826 року  Андрій Федорович був запрошений на коронацію російського імператора Миколи І.
У 1826—1830 роках обіймає посаду Псковського губернатора.
У 1831—1835 роках маршалок шляхти Слобідсько-Української губернії.
З 7 жовтня 1834 року почесний член Харківського імператорського університету.
З 11 лютого 1835 року став сенатором.
4 лютого 1837 року вийшов в відставку.
Помер 6 квітня 1844 року. Поховано його було в родовій крипті під храмом Іоанна Предтечі, в слободі Основа (Харківський повіт).

## Службова кар'єра
- З 1785 року —сержант лейб-гвардії Преображенського полку;
- До 1793 року —ротмістр легкокінного полку;
- З 1793 року —секунд-майор Ніжинського карабінерського полку;
- З 1796 року —прем'єр-майор;
- З 1808 року — підполковник;
- 1822 рік — колезький радник[4], перший цивільний чин;
- 1825 рік — статський радник;[4]
- 1827 рік — дійсний статський радник;
- З 1836 року — таємний радник

## Родина
Рід Квіток шляхетський козацький рід який бере початок з Гадяцького полку Війська Запорозького, і осіли на Слобожанщині в XVII сторіччі. Рід дав полковників та старшин Харківському слобідському полку, а також (після скасування полкового уряду) державних та шляхетських діячів Російської імперії. Також представники цієї родини були українськими просвітниками та літературними діячами.
Андрій Федорович народився 25.11.1774 року в родині колезького радника Федора Івановича (1745—1807) та Марії Василівни (при народженні Шидловська). У родини було декілька дітей: Андрій (1774), Григорій (1778), Параскева, Єлизавета, Дмитро та Єгор.
Був одружений з дочкою генерал-лейтенанта Миколи Михайловича Бердяєва, Єлизаветою Миколаївною (1796—1842). Родина мала дітей: Марію (1811) та Валер'яна (1812).

## Маєтки
- Слобода Основа — Родинне гніздо Квіток. Було поділене між братами Андрієм та Григорієм Федоровичами. Григорій уступив право володіння Андрію Федоровичу. Саме за назвою родового Григорій Федорович — взяв собі творчий псевдонім Основ'яненка. Крім нього таку форму прізвища — Квітка-Основ'яненко, в родині ніхто не використовував.
- Слобода Верещаківка
- Село Валер'янівка (Варварівка)

## Нагороди
- Російська імперія
  - Орден Святого Володимира
    - 4- та ступінь (14.3.1819)
    - 3-тя ступінь (13.4.1822)

  - Орден Святої Ганни
    - 2-га ступінь (15.10.1817)

  - Відзнака за XXXV років бездоганної служби на андріївській стрічці (22.8.1837)
  - Золота медаль «Земському війську» на георгіївській стрічці (4.8.1807)